# Hypancistrocerus carnifer
Hypancistrocerus carnifer är en stekelart som först beskrevs av Kirsch 1878.  Hypancistrocerus carnifer ingår i släktet Hypancistrocerus och familjen Eumenidae. Inga underarter finns listade i Catalogue of Life.